# ناحیه بن سکران
ناحیه بن سکران (به عربی: دائرة بن سکران) یک ناحیه‌ در الجزایر است که در استان تلمسان واقع شده‌است.

## خصوصیات
ناحیه بن سکران ۳۲٬۰۶۷ نفر جمعیت دارد.